# 哥倫布 (伊利諾伊州)
哥倫布（英語：Columbus）是位於美國伊利諾伊州亞當斯縣的一個村落。

## 地理
哥倫布的座標為39°59′17″N 91°08′51″W / 39.98806°N 91.14750°W，而該地最高點為海拔高度217米（即712英尺）。

## 人口
根據2010年美國人口普查的數據，哥倫布的面積為0.60平方千米，當中陸地面積為0.60平方千米，而水域面積為0.00平方千米。當地共有人口99人，而人口密度為每平方千米165人。